# Evita, quien quiera oír que oiga
Pour plus de détails, voir Fiche technique et Distribution.
Evita, quien quiera oír que oiga (littéralement : Evita, entende qui veut entendre) est un film documentaire argentin réalisé en 1984 par Eduardo Mignogna, avec Flavia Palmiero dans le rôle d’Evita et avec la voix de la chanteuse Silvina Garré.

## Synopsis
Le documentaire relate l’histoire d’Eva Duarte, depuis ses jeunes années à Junín et son voyage pour Buenos Aires où elle espérait réaliser son rêve de devenir actrice, jusqu’à sa fin tragique. Le film fait alterner images d’archives, reconstitutions à l’aide d’acteurs, et entretiens avec des écrivains, des philosophes, des historiens et d’autres personnalités de la culture et de la politique qui apportent leur éclairage sur la vie et l’œuvre d’Eva Duarte de Perón,.